# Wladimir Seidel
Wladimir P. Seidel (* 21. Dezember 1906 in Odessa; † 12. Januar 1981 in Detroit) war ein russischstämmiger US-amerikanischer Mathematiker, der sich mit Analysis beschäftigte.
Seidel wurde als Sohn eines Kaufmanns und einer Lehrerin in Odessa geboren, ging aber schon 1918 in die USA und besuchte in New York die Schule (Ethical Culture School). Er studierte danach an der University of Edinburgh, der Harvard University (bei William Fogg Osgood, Bachelor 1925) und ab 1928 an der Ludwig-Maximilians-Universität München, an der er 1930 bei Constantin Carathéodory promoviert wurde (Über die Ränderzuordnung bei konformen Abbildungen). 1931 kehrte er in die USA zurück, war Peirce Instructor in Harvard (1932 bis 1933) und 1941 bis 1955 Professor an der University of Rochester. Im Zweiten Weltkrieg war er theoretisch an der Kernreaktor-Entwicklung im kanadischen Montreal beteiligt. 1952/53 war er am Institute for Advanced Study. Ab 1955 war er Professor an der University of Notre Dame und ab 1963 an der Wayne State University.
Die Seidel-Klasse von Funktionen ist nach ihm benannt. Zu seinen Doktoranden zählt Dieter Gaier.